# Ален Муратовић
Ален Муратовић (Никшић, 22. октобар 1979) је црногорски рукометаш који наступа за Кангас. Висок је 200 cm и игра на позицији лијевог бека.

## Клупска каријера
Ален Муратовић је почео да тренира рукомет у тринаестој години живота (1992) у РК Никшић. Након шест година (1998) прешао је у Будућност, чиме почиње његова професионална каријера. Са Подгоричанима је, по први пут у историји тог клуба, изборио пласман у елитни ранг такмичења (1999/00). Иако се Будућност на том нивоу задржала само једну сезону (2000/01), Муратовић је одличним партијама привукао пажњу цетињског Ловћена, тадашњег првака државе.
Са Ловћеном је, у првој сезони (2001/02) играо у Лиги првака, освојио је Куп СР Југославије, а на путу до дупле круне испријечио се, освајањем титуле националног првака, београдски Партизан. У другој сезони (2002/03), са видно ослабљеним саставом, Ловћен није могао да конкурише за наслов државног првака, али је, на изненађење спортске јавности, поново освојио Куп СР Југославије. Муратовић се афирмисао као најефикаснији играч свог тима и један од најбољих лијевих бекова у Србији и Црној Гори, што га је препоручило шпанском Кангасу.
У Асобал лиги, Ален је, изванредним играма, скренуо пажњу већих клубова на себе. Послије двије одличне сезоне, прешао је у Ваљадолид. Издања која је пружао у дресу овог клуба представљају врхунац Аленове каријере. Он је, као најистакнутији појединац, дао огроман допринос освајању Купа краља (2005/06), пласману у финале Купа побједника купова (2005/06) те историјском продору до полуфинала Лиге првака (2006/07), када је био седми стријелац такмичења.
Већ афирмисан као један од најбољих лијевих бекова у Европи, Муратовић је 2008. године, за рекордно обештећење од 800.000 евра, прешао у редове Фленсбург-Хандевита, њемачког гиганта. Очекивања су била велика, клуб је циљао сам европски врх, али је Муратовић, након свега пола године, у једном припремном мечу тешко повриједио раме. Сезона 2008/09. за њега је била завршена, а како се опоравак одужио, пропуштена је и наредна, 2009/10.
У мају 2010. Муратовић је објавио крај играчке каријере.
Ипак, у августу 2013, пуне три године након што је званично престао да се бави рукометом, а чак четири и по године након што је одиграо посљедњу утакмицу, Муратовић је изненадио јавност саопштењем у којем истиче да жели да се врати активном игрању. Поново је заиграо за Кангас.

## Репрезентативна каријера
Ален Муратовић је играо за двије репрезентације. Прво је наступао за Србију и Црну Гору (2005—2006), а након распада државне заједнице, за Црну Гору (2006—2008).

### Србија и Црна Гора(2005—2006)
У дресу Србије и Црне Горе је дебитовао 2005. на Свјетском првенству у Тунису, гдје се показао као једно од откровења читавог такмичења. Био је први стријелац екипе, са 34 гола на 9 утакмица.
У квалификацијама за Европско првенство 2006. постигао је 2 гола на двије утакмице.
Посљедњи меч за Србију и Црну Гору је одиграо на самом Европском првенству 2006. против Мађарске (29—24). Селектор Вујовић га, из неутврђених разлога, није уводио у игру на преосталим утакмицама.
Сума сумарум, Муратовић је за репрезентацију Србије и Црне Горе одиграо 12 званичних утакмица и постигао 36 голова. У коначни збир нијесу урачунати наступи на Медитеранским играма 2005. и припремним турнирима.

### Црна Гора(2006—2008)
У децембру 2006. Муратовић је одиграо прву припремну, а у јануару 2007. прву званичну утакмицу за тек формирану репрезентацију Црне Горе. Као најбољи играч тима — 42 гола на 8 утакмица — предводио је Црвене до пласмана на Европско првенство 2008.
На завршном такмичењу (ЕП 2008), Муратовић је постигао 33 гола на 6 утакмица, што га је позиционирало као првог стријелца и лидера екипе.
Црна Гора је, у баражу за Свјетско првенство 2009, играла двомеч против Румуније. Након побједе у првој утакмици (31—27), услиједио је болан пораз (24—29) који је значио да се Црвени неће наћи на завршној смотри. Ни Муратовићев уобичајено висок ниво (13 голова, 2 утакмице) није био довољан за пролаз.
Испоставило се да су ово биле посљедње утакмице Алена Муратовића у дресу репрезентације Црне Горе. Повлачење из националног тима је објавио у новембру 2008, свега два мјесеца прије повреде која ће му скратити играчку каријеру.
Укупно, одиграо је 16 званичних утакмица и постигао 88 голова.

## Трофеји
- Побједник Купа СР Југославије (2): 2001/02, 2002/03.
- Побједник Купа Краља (1): 2005/06.

## Приватни живот
За вријеме паузе, изазване тешком повредом рамена, Муратовић је дипломирао на Високој спортској и здравственој школи у Београду, смјер спортски менаџмент.